# Seriola zonata
Seriola zonata är en fiskart som först beskrevs av Mitchill, 1815.  Seriola zonata ingår i släktet Seriola och familjen taggmakrillfiskar. Inga underarter finns listade i Catalogue of Life.